# Antti Niemi (fotbollsmålvakt)
Antti Mikko Niemi, född 31 maj 1972 i Uleåborg, är en finländsk före detta fotbollsmålvakt som sedan 2010 är målvaktstränare för det finska fotbollslandslaget. Han spelade stora delar av sin karriär i Storbritannien (både i SPL och Premier League), fast 2008 meddelade han att han slutar med fotboll efter att ha blivit skadad. Dock så kom han tillbaka 2009 och skrev på för Portsmouth FC, fast utan att spela en enda match innan han lämnade klubben 2010. 

## Internationell karriär
Niemi var ordinarie i det finska landslaget i nästan ett helt årtionde innan han slutade i landslaget 2005, dock så kom han tillbaka och spelade en vänskapsmatch mot Spanien (0–0). Han spelade sammanlagt 67 landskamper under sin fotbollskarriär. 2 mars 2010 skrev Niemi på ett kontrakt som målvaktstränare för det finska fotbollslandslaget.